# Culex tricuspis
Culex tricuspis är en tvåvingeart som beskrevs av Edwards 1930. Culex tricuspis ingår i släktet Culex och familjen stickmyggor. Inga underarter finns listade i Catalogue of Life.